# Piper deppeanum
Piper deppeanum là một loài thực vật có hoa trong họ Hồ tiêu. Loài này được (Schltdl. & Cham.) D. Dietr. miêu tả khoa học đầu tiên năm 1839.